# Mohamed Abdelmonem
Mohamed Abdelmonem (en arabe : محمد عبد المنعم), né le 1er février 1999 à Zagazig, est un footballeur international égyptien qui évolue au poste de défenseur central à l'OGC Nice.

## Biographie

### En club
Mohamed Abdel Monem est formé à Al Ahly. Avant même d'avoir disputé un match avec l'équipe première du club, il est prêté au Smouha SC entre janvier 2020 et août 2021. Il dispute son premier match en professionnel le 13 août 2020 en championnat face aux Arab Contractors. Il inscrit son premier but le 9 octobre 2020 face à l'Ittihad Alexandrie.
Au mois de septembre 2021, il est prêté au Future FC. Il est titularisé lors de tous les matchs qu'il peut disputer, avant de retourner à Al Ahly après sa Coupe d'Afrique des Nations remarquée. Il dispute son premier match avec Al Ahly le 12 février 2022 lors de la Coupe du monde des clubs et de la victoire 4-0 contre les Saoudiens d'Al Hilal pour s'adjuger la troisième place de la compétition.
Le 29 août 2024, il quitte l’Égypte et arrive en Europe à l'OGC Nice. Il signe pour quatre saisons, soit jusqu'en juin 2028, pour un montant du transfert s'élèvant à 4 M€ plus 1 M€ de bonus.

### En sélection
Il est convoqué par Carlos Queiroz pour disputer la Coupe arabe au mois de décembre 2021. En quart de finale face à la Jordanie (victoire 3-1), il entre en jeu en prolongation pour sa première sélection en équipe d'Égypte. Abdel Monem ne participe pas à la défaite en demi-finale face à la Tunisie, mais est titularisé pour le match pour la troisième place face au Qatar, durant lequel les Égyptiens sont défaits aux tirs au but.
Abdel Monem fait partie des 25 joueurs égyptiens participant à la Coupe d'Afrique des nations 2021 organisée au Cameroun à l'hiver 2022. Il participe à tous les matchs des Pharaons, inscrivant même sur corner l'unique but du match de poules face au Soudan. Lors de la demi-finale remportée aux tirs au but face au pays-hôte camerounais, il est élu homme du match. En finale face au Sénégal, il concède un penalty en début de match pour une faute sur Saliou Ciss, qui sera manqué par Sadio Mané. Les deux équipes ne se départagent qu'aux tirs au but, où Abdel Monem voit sa tentative repoussée par le montant, et les Égyptiens s'inclinent 4 tirs au but à 2. Auteur de performances remarquées lors du tournoi, il est sélectionné dans l'équipe type de la compétition.  En décembre 2023, il est retenu dans la liste des vingt-sept joueurs égyptiens sélectionnés par Rui Vitória pour disputer la Coupe d'Afrique des nations 2023.

## Palmarès

### En club
| Al Ahly (9) |
| --- |
| - Championnat d'Égypte (2) - Champion : 2023 et 2024. - Coupe d’Égypte (2) - Vainqueur : 2022 et 2023. - Finaliste : 2021 - Supercoupe d’Égypte (3) - Vainqueur : 2022, 2023 et 2024. - Ligue des champions de la CAF (2) - Vainqueur : 2023 et 2024. - Coupe du monde des clubs - Troisième : 2021 et 2023. |

### En sélection
| Égypte                                                                                       |
| -------------------------------------------------------------------------------------------- |
| - Coupe d’Afrique des nations - Finaliste : 2021 - Individuellement - 33 matchs pour 3 buts. |